# Niederwürzbacher Schlösser
Die Niederwürzbacher Schlösser sind ein Barockensemble in Niederwürzbach (Blieskastel, Saarpfalz-Kreis, Saarland) bestehend aus den Landhäusern Annahof und Monplaisir. Die Bauten sind um den Würzbacher Weiher gruppiert. Der bedeutendste Bau des Ensembles, das Schloss Philippsburg auf Ommersheimer Gemarkung, ist nicht mehr vorhanden.

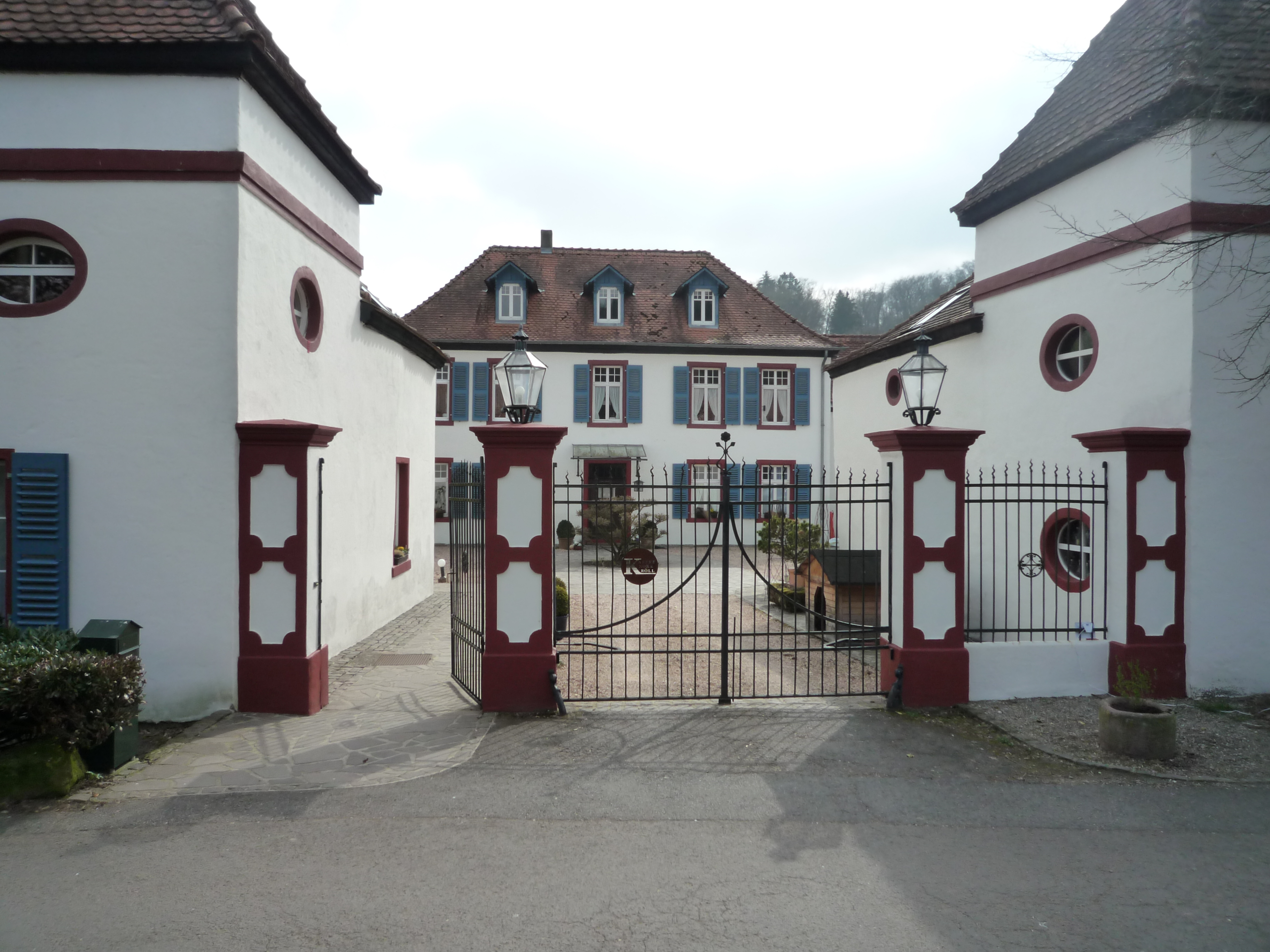
Annahof, Torseite

## Geschichte

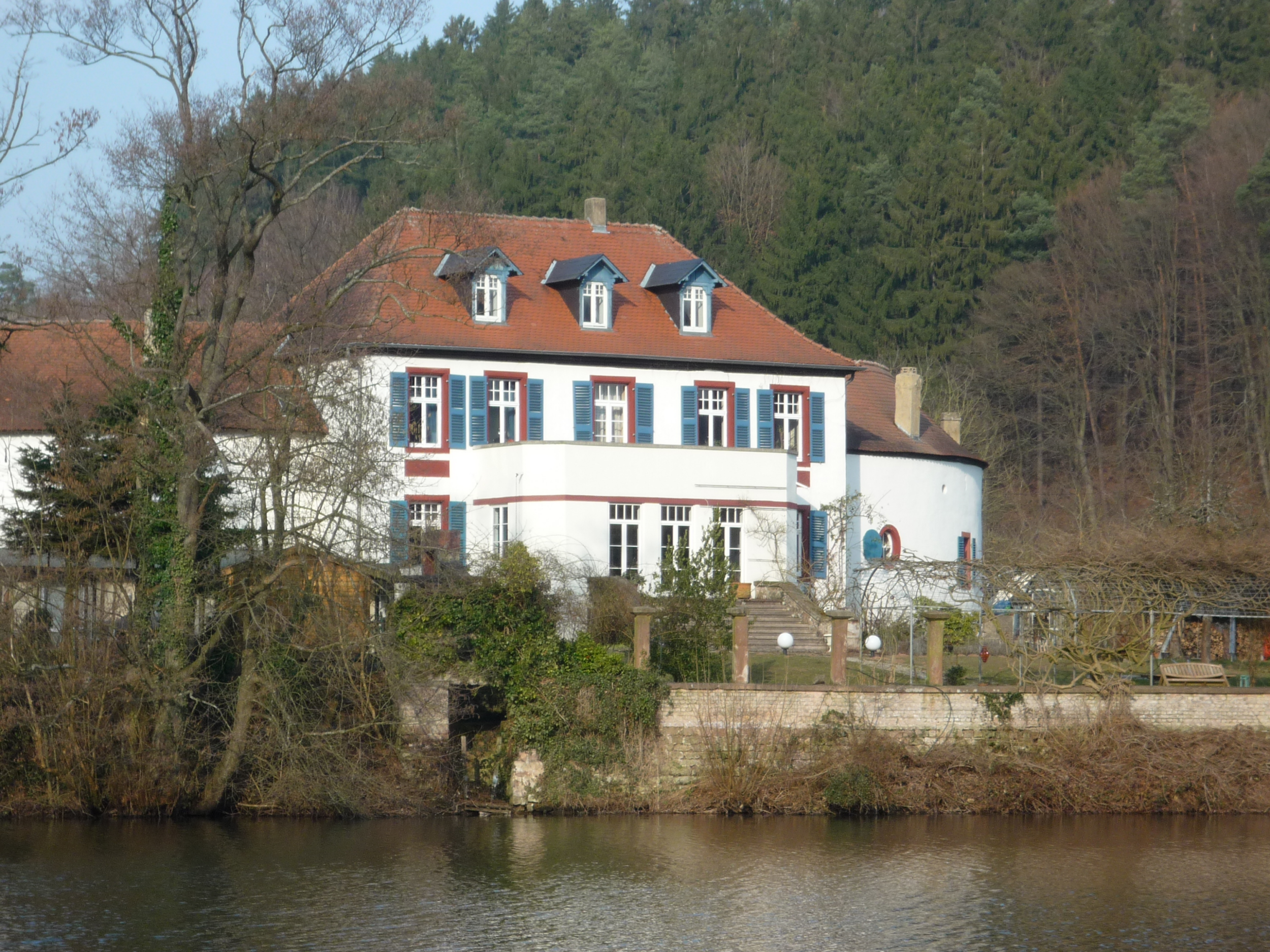
Annahof („Runder Bau“) über dem Würzbacher Weiher

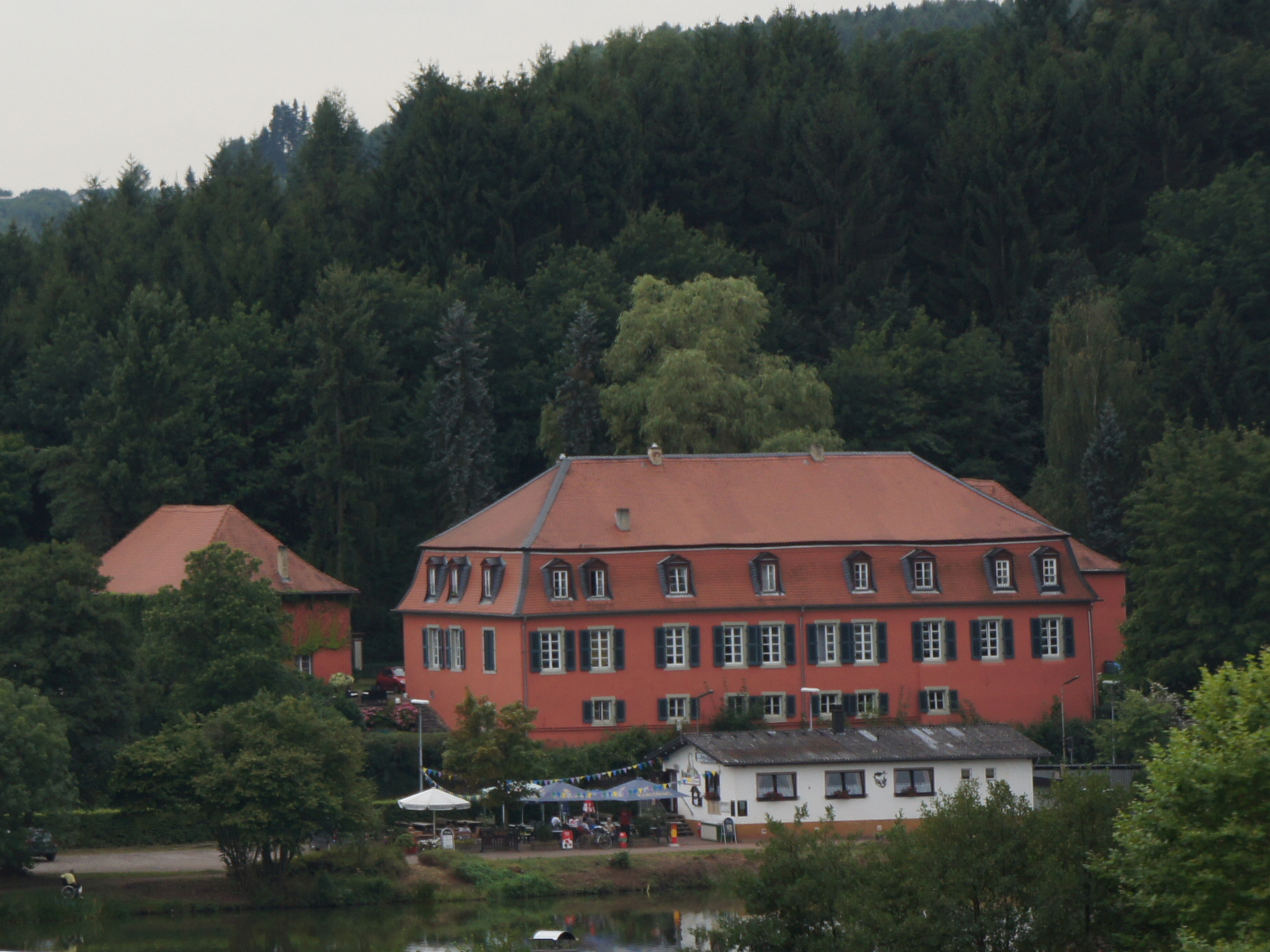
„Roter Bau“, Weiherseite

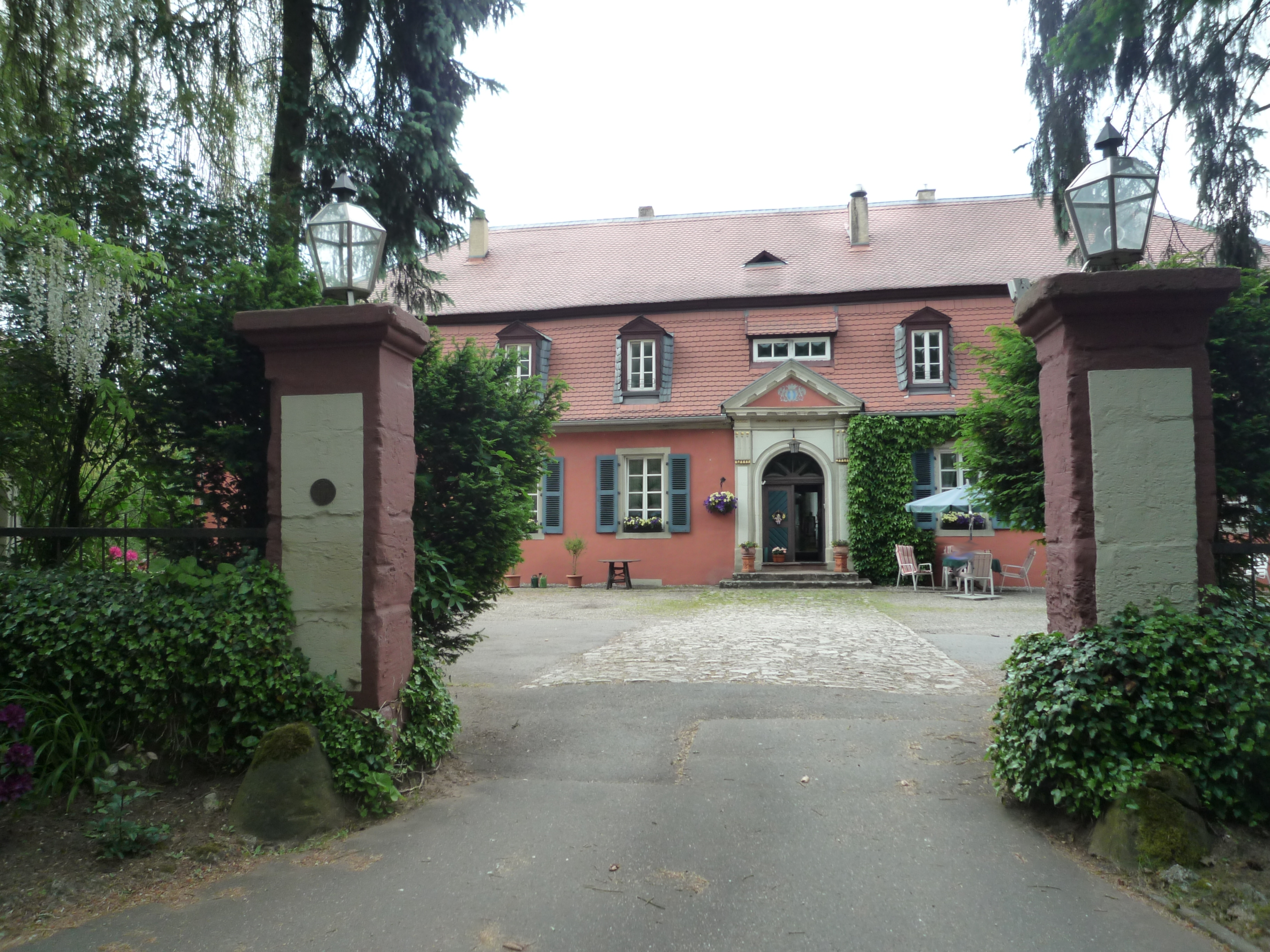
„Roter Bau“, Straßenseite

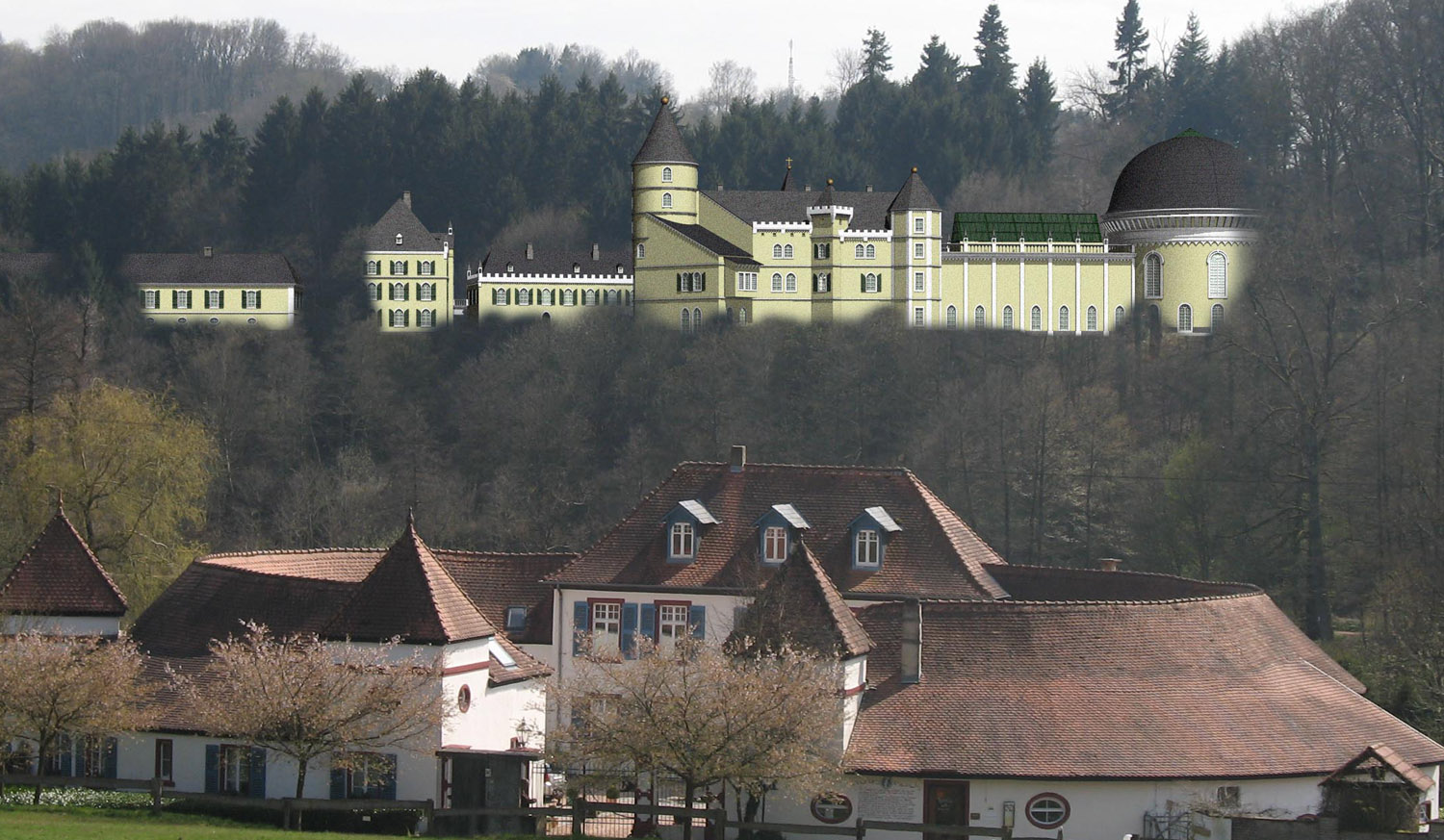
Digitale Rekonstruktion vom Schloss Philippsburg: Blick vom Annahof auf das Schloss

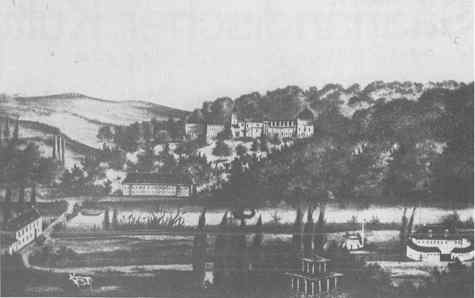
Philippsburg

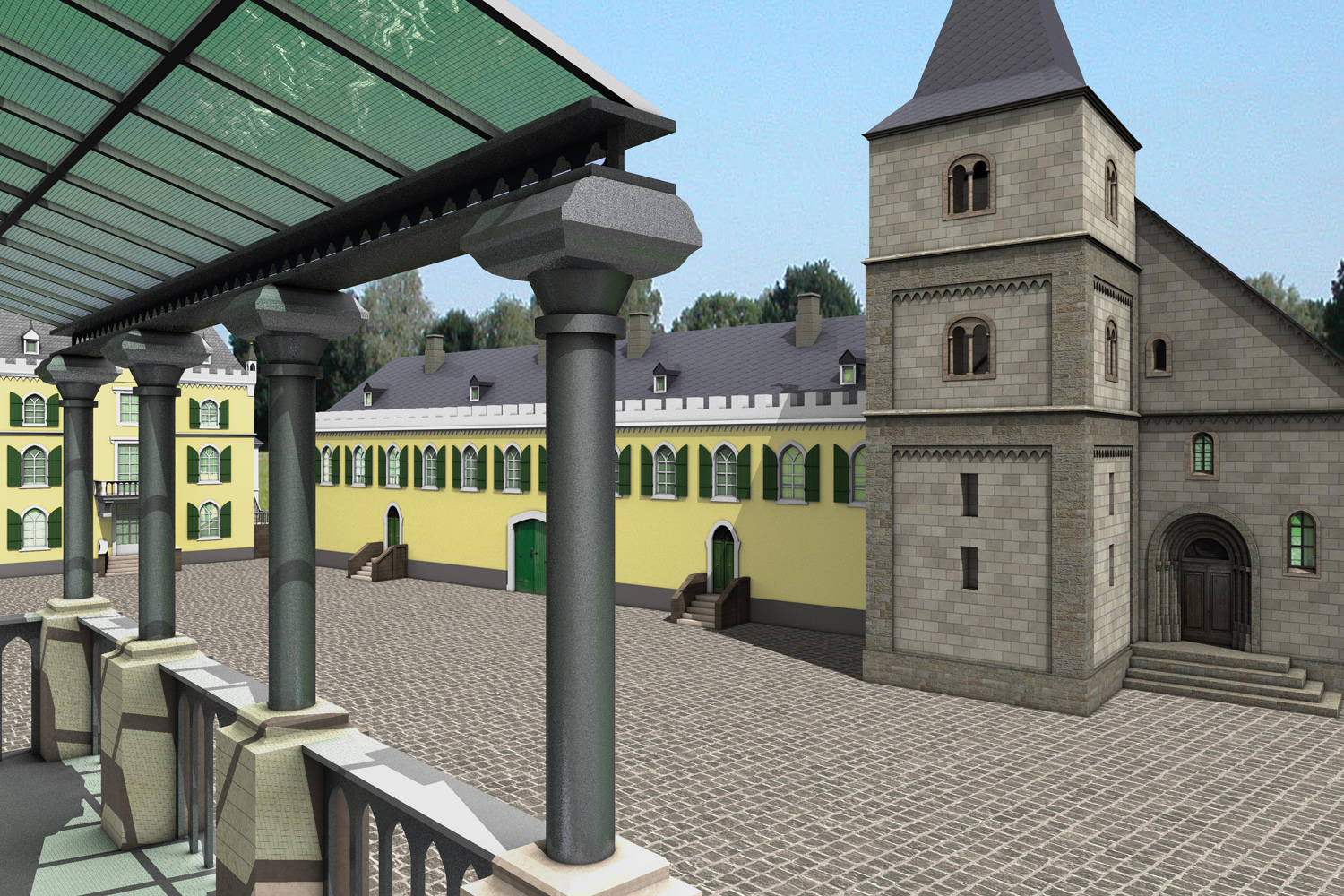
Digitale Rekonstruktion vom Schloss Philippsburg: Blick auf Innenhof und Schlosskirche

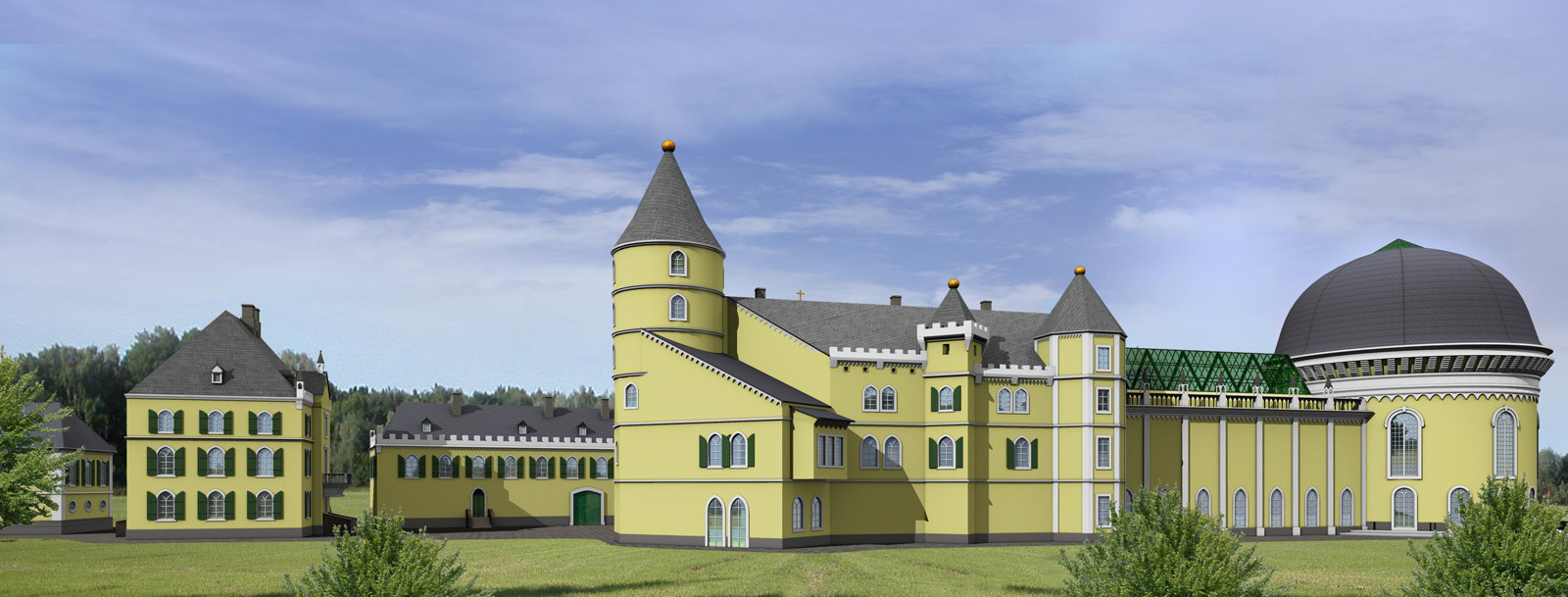
Digitale Rekonstruktion vom Schloss Philippsburg

Im letzten Viertel des 18. Jahrhunderts ließen sich die Grafen von der Leyen nahe ihrer Residenz in Blieskastel insgesamt fünf kleine Schlösser bzw. Landhäuser in einer ausgedehnten Parkanlage um den Niederwürzbacher Weiher anlegen. Der Urheber dieser Planung ist bislang unbekannt, allerdings ist Hofbaumeister Peter Reheis in verschiedenen Rechnungen belegt. Im Ersten Koalitionskrieg wurde die Anlage 1792 zerstört. Das Anwesen „Bon voisin“ (1786–89), das Lustschloss „Monplaisir“ und der Annahof überstanden die Kriege, während das Lustschloss „Bagatelle“ (1786–92) nebst dem großen Schloss Philippsburg verloren gingen.

## Annahof
Der Annahof, auch „Runder Bau“ genannt, wurde um 1788 für die Gräfin Marianne von der Leyen als Ökonomiegut erbaut. Einem zweigeschossigen fünfachsigen Wohnbau mit Walmdach schließen sich halbrunde Wirtschaftstrakte an, so dass eine ovale Hofumbauung entsteht. Zwei viereckige, massive niedrige Türme mit Zeltdächern flankieren die Hofeinfahrt. Die Türme an der Nordseite entstammen einer Erweiterungsphase um 1920. Das Gebäude diente als Aufenthaltsort für Ausflüge und war nicht für längere Aufenthalte konzipiert. In den Seitenflügeln wurden Schweizer Kühe gehalten.
Die eindrucksvolle Wirkung der Anlagen wird besonders deutlich, wenn man die planmäßige Landschafts- und Gartengestaltung mit bedenkt, in die diese Bauten eingebunden waren. So hatte man etwa beim Annahof eine künstliche Ruine „das Altertum“ errichtet. Zudem standen in der Nähe u. a. ein „chinesischer Turm“ und ein „Türkenzelt“. Die Ausführung lag in den Händen des Leyenschen Hofgärtners Simon Glattfelder.

## Monplaisir
Schloss Monplaisir (auch Roter Bau) wurde als Landhaus der Gräfin Maria Anna 1785/86 durch Peter Reheis erbaut. Der Gebäudekern beinhaltet eine bereits im Mittelalter bestehende Mühle. Die Beletage erhielt hierbei die Wohnung der Gräfin.
Einem eingeschossigen, rot verputzten Wohnbau mit Mansarddach schließen sich seitlich niedrigere Wirtschaftshöfe an. Die ganze Landhausanlage ist ein typisches Beispiel einer sogenannten separierten Anlage, d. h. die eingeschossigen Wirtschaftstrakte sind nicht miteinander verbunden. Sie fungieren als Flügelbauten, wodurch der Innenhof dreiseitig umschlossen wird. Der östliche Flügel wurde erst 1829 in Anlehnung an den westlichen erbaut.

## Philippsburg
Um 1782–1788 wurde Schloss Philippsburg als Gegenstück zur Philippsburg in Koblenz als Neu-Philippsburg errichtet. 1788 war das Schloss in seiner Hauptanlage fertiggestellt. Die vielteiligen Gebäude unterschiedlicher Höhe erstreckten sich am Berghang hinter dem Weiher. Insgesamt gehörten „zwölf Herrschafts-Oekonomien oder Lusthäuser“ zur Philippsburg. Um 1792 wurde das Schloss durch französische Revolutionstruppen stark beschädigt. Die Ruine des Schlosses entwickelte sich Anfang des 19. Jahrhunderts zu einem beliebten Ausflugsziel für die Bevölkerung der Umgebung und erst im Laufe des 19. Jahrhunderts abgetragen. Die ausgedehnte Anlage ist jedoch in einer Vedoute von 1790 überliefert. Es war einer der bedeutendsten Bauten der frühen Neugotik des 18. Jahrhunderts in Mitteleuropa. Erhalten hat sich lediglich das ehem. Gesindehaus (heute Forsthaus), ein außergewöhnlicher Bau mit „gotischen“ Spitzbogenfenstern und den Resten einer gotischen Dachbalustrade.